# Bionic Commando (videogioco 2009)
Bionic Commando è un videogioco action-adventure del 2009, sviluppato da GRIN e pubblicato da Capcom per PlayStation 3, Xbox 360 e Microsoft Windows. Si tratta del reboot della saga di videogiochi Bionic Commando.

## Trama
In un futuro non precisato una isteria di massa si scatena contro i bionici, ovvero contro coloro che hanno uno o più arti robotici. La legge, inoltre, prevede che i bionici debbano essere arrestati e rinchiusi in prigione a vita, con l'ovvia distruzione dei loro arti robotici. Questo causa diserzioni di massa nell'esercito, composto in gran parte proprio da bionici. Quando questi ultimi, anni dopo, attaccano la città di Ascension City, il governo si vede costretto a liberare uno dei primi bionici dell'esercito, per contrastare l'imminente minaccia. Costui è Nathan "R.A.D" Spencer, il leggendario Bionic Commando.

## Modalità di gioco
Il gameplay si dimostra piuttosto vario, con sparatorie e incontri con mini boss e boss. C'è inoltre un sistema di sfide parallelo, incentivato dalla possibilità di sbloccare dei potenziamenti. Inoltre, nel gioco le munizioni per le armi da fuoco sono prevalentemente scarse, per cui bisognerà sfruttare le possibilità del braccio bionico al massimo. Per quest'ultimo, in seguito, saranno disponibili le "tecniche adrenalina", attacchi con cui si potranno eliminare i nemici con un colpo.